# Tāmaki Makaurau
Tāmaki Makaurau (coneguda com a Hauraki entre 1999 i 2002) és una circumscripció electoral de la Cambra de Representants de Nova Zelanda. Elegeix un diputat mitjançant el sistema electoral de representació proporcional mixta i fou creada per a les eleccions de 1999. És una de les circumscripcions electorals maoris. El seu electorat s'estén pel nord-oest de l'illa del Nord.
La circumscripció és representada per Pita Sharples del Partit Maori des de les eleccions de 2005.

## Història
La circumscripció va ser creada per a les eleccions de 1999 amb el nom de Hauraki, succeint la circumscripció de Te Tai Hauāuru després d'un canvi en les fronteres electorals de les circumscripcions maoris a partir d'aquestes eleccions. El seu primer diputat va ser John Tamihere del Partit Laborista. Tamihere va ser entre el 2002 i 2004 Ministre d'Empreses Petites, Ministre d'Afers Joves, Ministre d'Estadística i Ministre d'Informació Territorial en el gabinet de Helen Clark; dimití com a ministre el novembre de 2004.
En formar-se el Partit Maori el juliol de 2004 Pita Sharples fou nomenat colíder juntament amb Tariana Turia. Sharples fou candidat pel partit en les eleccions de 2005 a Tāmaki Makaurau exitosament. Fou elegit amb una majoria de més de 2.000 vots. Des d'aleshores Sharples ha representat l'electorat de la circumscripció a la Cambra de Representants de Nova Zelanda.

## Composició
La circumscripció s'estén pel nord-oest de l'illa del Nord. Inclou part de la regió d'Auckland. L'únic municipi que inclou és Auckland. Alguns dels barris que inclou són Waitakere, Manukau, New Lynn, Mount Albert, Mount Roskill, Epsom i Mangere.
Tāmaki Makaurau inclou les iwis de Ngāti Whātua, Kawerau a Maki, Tainui, Ngāti Paoa, Ngāti Rehua i Ngāti Akarana.

## Diputats
| Termini | Termini         | Diputat       | Partit    | Notes                                           |
| ------- | --------------- | ------------- | --------- | ----------------------------------------------- |
|         | 1999-2005       | John Tamihere | Laborista | Ministre de 2002 a 2004                         |
|         | 2005-actualitat | Pita Sharples | Maori     | Colíder del Partit Maori des de 2004 i ministre |

### Diputats de llista
| Termini | Termini         | Diputat       | Partit    | Notes                               |
| ------- | --------------- | ------------- | --------- | ----------------------------------- |
|         | 2002-2005       | Metiria Turei | Verd      | Colíder del Partit Verd des de 2009 |
|         | 2011            | Louisa Wall   | Laborista |                                     |
|         | 2011-actualitat | Shane Jones   | Laborista |                                     |

## Eleccions

### Dècada de 2010
| Eleccions de 2011: Tāmaki Makaurau | Eleccions de 2011: Tāmaki Makaurau        | Eleccions de 2011: Tāmaki Makaurau | Eleccions de 2011: Tāmaki Makaurau | Eleccions de 2011: Tāmaki Makaurau | Eleccions de 2011: Tāmaki Makaurau | Eleccions de 2011: Tāmaki Makaurau | Eleccions de 2011: Tāmaki Makaurau | Eleccions de 2011: Tāmaki Makaurau |
| Partit                             | Partit                                    | Candidat                           | Vots per candidat                  | %                                  | ±%                                 | Vots per partit                    | %                                  | ±%                                 |
| ---------------------------------- | ----------------------------------------- | ---------------------------------- | ---------------------------------- | ---------------------------------- | ---------------------------------- | ---------------------------------- | ---------------------------------- | ---------------------------------- |
|                                    | Maori                                     | Pita Sharples                      | 7.120                              | 40,40                              | -25,58                             | 2.694                              | 14,45                              | -14,45                             |
|                                    | Laborista                                 | Shane Jones                        | 6.184                              | 35,09                              | +7,75                              | 7.739                              | 41,50                              | -8,23                              |
|                                    | Mana                                      | Kereama Pene                       | 2.827                              | 16,04                              | +16,04                             | 2.551                              | 13,68                              | +13,68                             |
|                                    | Verd                                      | Mikaere Curtis                     | 1.491                              | 8,46                               | +3,69                              | 1.810                              | 9,71                               | +5,67                              |
|                                    | NZ Primer                                 |                                    |                                    |                                    |                                    | 1.948                              | 10,45                              | +4,56                              |
|                                    | Nacional                                  |                                    |                                    |                                    |                                    | 1.569                              | 8,41                               | +1,00                              |
|                                    | Cànnabis                                  |                                    |                                    |                                    |                                    | 197                                | 1,06                               | -0,08                              |
|                                    | Conservador                               |                                    |                                    |                                    |                                    | 94                                 | 0,50                               | +0,50                              |
|                                    | ACT                                       |                                    |                                    |                                    |                                    | 28                                 | 0,15                               | -0,53                              |
|                                    | Unit Futur                                |                                    |                                    |                                    |                                    | 10                                 | 0,05                               | -0,08                              |
|                                    | Libertarianz                              |                                    |                                    |                                    |                                    | 4                                  | 0,02                               | +0,01                              |
|                                    | Aliança                                   |                                    |                                    |                                    |                                    | 2                                  | 0,01                               | -0,01                              |
|                                    | Democràtic                                |                                    |                                    |                                    |                                    | 2                                  | 0,01                               | +0,01                              |
| Vots nuls                          | Vots nuls                                 | Vots nuls                          | Vots nuls                          | Vots nuls                          | Vots nuls                          | 327                                | 1,75                               | +0,53                              |
| Participació                       | Participació                              | Participació                       | Participació                       | Participació                       | Participació                       | 18.648                             | 54,80                              | -3,68                              |
| Majoria                            | Majoria                                   | Majoria                            | Majoria                            | Majoria                            | Majoria                            | 936                                | 5,31                               | -33,33                             |
|                                    | Circumscripció defensada pel Partit Maori |                                    |                                    |                                    |                                    |                                    |                                    |                                    |

### Dècada de 2000
| Eleccions de 2008: Tāmaki Makaurau | Eleccions de 2008: Tāmaki Makaurau        | Eleccions de 2008: Tāmaki Makaurau | Eleccions de 2008: Tāmaki Makaurau | Eleccions de 2008: Tāmaki Makaurau | Eleccions de 2008: Tāmaki Makaurau | Eleccions de 2008: Tāmaki Makaurau | Eleccions de 2008: Tāmaki Makaurau | Eleccions de 2008: Tāmaki Makaurau |
| Partit                             | Partit                                    | Candidat                           | Vots per candidat                  | %                                  | ±%                                 | Vots per partit                    | %                                  | ±%                                 |
| ---------------------------------- | ----------------------------------------- | ---------------------------------- | ---------------------------------- | ---------------------------------- | ---------------------------------- | ---------------------------------- | ---------------------------------- | ---------------------------------- |
|                                    | Maori                                     | Pita Sharples                      | 12.876                             | 65,98                              | +13,63                             | 5.801                              | 28,61                              | +1,13                              |
|                                    | Laborista                                 | Louisa Wall                        | 5.336                              | 27,34                              | -13,90                             | 10.084                             | 49,73                              | -5,41                              |
|                                    | Verd                                      | Mikaere Curtis                     | 931                                | 4,77                               | +4,77                              | 819                                | 4,04                               | -2,55                              |
|                                    | Kiwi                                      | Vapi Kupenga                       | 129                                | 0,66                               | +0,66                              | 28                                 | 0,14                               | +0,14                              |
|                                    | Independent                               | Kane Te Waaka                      | 122                                | 0,63                               | +0,63                              |                                    |                                    |                                    |
|                                    | Independent                               | Marama Nathan                      | 120                                | 0,61                               | +0,61                              |                                    |                                    |                                    |
|                                    | Nacional                                  |                                    |                                    |                                    |                                    | 1.504                              | 7,42                               | +3,39                              |
|                                    | NZ Primer                                 |                                    |                                    |                                    |                                    | 1.193                              | 5,88                               | +0,56                              |
|                                    | Família                                   |                                    |                                    |                                    |                                    | 284                                | 1,40                               | +1,40                              |
|                                    | Cànnabis                                  |                                    |                                    |                                    |                                    | 230                                | 1,13                               | +0,42                              |
|                                    | ACT                                       |                                    |                                    |                                    |                                    | 137                                | 0,68                               | +0,47                              |
|                                    | Bill i Ben                                |                                    |                                    |                                    |                                    | 71                                 | 0,35                               | +0,35                              |
|                                    | Progressista                              |                                    |                                    |                                    |                                    | 38                                 | 0,19                               | -0,15                              |
|                                    | Pacífic                                   |                                    |                                    |                                    |                                    | 36                                 | 0,18                               | +0,18                              |
|                                    | Unit Futur                                |                                    |                                    |                                    |                                    | 27                                 | 0,13                               | -0,31                              |
|                                    | RAM                                       |                                    |                                    |                                    |                                    | 10                                 | 0,05                               | +0,05                              |
|                                    | Treballadors                              |                                    |                                    |                                    |                                    | 10                                 | 0,05                               | +0,05                              |
|                                    | Aliança                                   |                                    |                                    |                                    |                                    | 5                                  | 0,02                               | -0,05                              |
|                                    | Libertarianz                              |                                    |                                    |                                    |                                    | 2                                  | 0,01                               | -0,01                              |
| Vots nuls                          | Vots nuls                                 | Vots nuls                          | Vots nuls                          | Vots nuls                          | Vots nuls                          | 247                                | 1,22                               | +0,22                              |
| Participació                       | Participació                              | Participació                       | Participació                       | Participació                       | Participació                       | 20.279                             | 58,48                              | -3,57                              |
| Majoria                            | Majoria                                   | Majoria                            | Majoria                            | Majoria                            | Majoria                            | 7.540                              | 38,64                              | +27,53                             |
|                                    | Circumscripció defensada pel Partit Maori |                                    |                                    |                                    |                                    |                                    |                                    |                                    |

| Eleccions de 2005: Tāmaki Makaurau | Eleccions de 2005: Tāmaki Makaurau       | Eleccions de 2005: Tāmaki Makaurau | Eleccions de 2005: Tāmaki Makaurau | Eleccions de 2005: Tāmaki Makaurau | Eleccions de 2005: Tāmaki Makaurau | Eleccions de 2005: Tāmaki Makaurau | Eleccions de 2005: Tāmaki Makaurau | Eleccions de 2005: Tāmaki Makaurau |
| Partit                             | Partit                                   | Candidat                           | Vots per candidat                  | %                                  | ±%                                 | Vots per partit                    | %                                  | ±%                                 |
| ---------------------------------- | ---------------------------------------- | ---------------------------------- | ---------------------------------- | ---------------------------------- | ---------------------------------- | ---------------------------------- | ---------------------------------- | ---------------------------------- |
|                                    | Maori                                    | Pita Sharples                      | 10.024                             | 52,35                              | +52,35                             | 5.457                              | 27,48                              | +27,48                             |
|                                    | Laborista                                | John Tamihere                      | 7.897                              | 41,24                              | -32,11                             | 10.951                             | 55,14                              | -0,83                              |
|                                    | Destí                                    | Tauwehi Hemahema-Tāmati            | 675                                | 3,53                               | +3,53                              | 520                                | 2,62                               | +2,62                              |
|                                    | NZ Primer                                |                                    |                                    |                                    |                                    | 1.057                              | 5,32                               | -9,71                              |
|                                    | Nacional                                 |                                    |                                    |                                    |                                    | 801                                | 4,03                               | -0,84                              |
|                                    | Verd                                     |                                    |                                    |                                    |                                    | 652                                | 3,28                               | -6,98                              |
|                                    | Cànnabis                                 |                                    |                                    |                                    |                                    | 141                                | 0,71                               | -1,91                              |
|                                    | Unit Futur                               |                                    |                                    |                                    |                                    | 87                                 | 0,44                               | -2,10                              |
|                                    | Progressista                             |                                    |                                    |                                    |                                    | 67                                 | 0,34                               | -1,07                              |
|                                    | ACT                                      |                                    |                                    |                                    |                                    | 42                                 | 0,21                               | -1,17                              |
|                                    | Drets de la Família                      |                                    |                                    |                                    |                                    | 20                                 | 0,10                               | +0,10                              |
|                                    | Democràcia Directa                       |                                    |                                    |                                    |                                    | 18                                 | 0,09                               | +0,09                              |
|                                    | Patrimoni Cristià                        |                                    |                                    |                                    |                                    | 14                                 | 0,07                               | -1,41                              |
|                                    | Aliança                                  |                                    |                                    |                                    |                                    | 13                                 | 0,07                               | -2,84                              |
|                                    | 99 Diputats                              |                                    |                                    |                                    |                                    | 9                                  | 0,05                               | +0,05                              |
|                                    | Una NZ                                   |                                    |                                    |                                    |                                    | 5                                  | 0,03                               | +0,01                              |
|                                    | Libertarianz                             |                                    |                                    |                                    |                                    | 3                                  | 0,02                               | +0,02                              |
|                                    | Democràtic                               |                                    |                                    |                                    |                                    | 1                                  | 0,01                               | +0,01                              |
|                                    | República                                |                                    |                                    |                                    |                                    | 1                                  | 0,01                               | +0,01                              |
| Vots nuls                          | Vots nuls                                | Vots nuls                          | Vots nuls                          | Vots nuls                          | Vots nuls                          | 199                                | 1,00                               | +0,25                              |
| Participació                       | Participació                             | Participació                       | Participació                       | Participació                       | Participació                       | 19.859                             | 62,05                              | +7,83                              |
| Majoria                            | Majoria                                  | Majoria                            | Majoria                            | Majoria                            | Majoria                            | 2.127                              | 11,11                              | +52,35                             |
|                                    | Circumscripció guanyada pel Partit Maori |                                    |                                    |                                    |                                    |                                    |                                    |                                    |

| Eleccions de 2002: Tāmaki Makaurau | Eleccions de 2002: Tāmaki Makaurau            | Eleccions de 2002: Tāmaki Makaurau | Eleccions de 2002: Tāmaki Makaurau | Eleccions de 2002: Tāmaki Makaurau | Eleccions de 2002: Tāmaki Makaurau | Eleccions de 2002: Tāmaki Makaurau | Eleccions de 2002: Tāmaki Makaurau | Eleccions de 2002: Tāmaki Makaurau |
| Partit                             | Partit                                        | Candidat                           | Vots per candidat                  | %                                  | ±%                                 | Vots per partit                    | %                                  | ±%                                 |
| ---------------------------------- | --------------------------------------------- | ---------------------------------- | ---------------------------------- | ---------------------------------- | ---------------------------------- | ---------------------------------- | ---------------------------------- | ---------------------------------- |
|                                    | Laborista                                     | John Tamihere                      | 11.445                             | 73,35                              | +13,05                             | 9.052                              | 55,97                              | +0,10                              |
|                                    | Verd                                          | Metiria Turei                      | 2.001                              | 12,82                              | +12,82                             | 1.659                              | 10,26                              | +4,22                              |
|                                    | Nacional                                      | George Ngatai                      | 785                                | 5,03                               | +0,80                              | 516                                | 3,19                               | -2,48                              |
|                                    | Aliança                                       | Janice Smith                       | 550                                | 3,52                               | -5,84                              | 470                                | 2,91                               | -3,62                              |
|                                    | Patrimoni Cristià                             | Tuhimareikura Vaha'akolo           | 472                                | 3,02                               | +1,31                              | 240                                | 1,48                               | +0,52                              |
|                                    | Progressista                                  | Sue Wharewhaka-Topia Watts         | 351                                | 2,25                               | +2,25                              | 228                                | 1,41                               | +1,41                              |
|                                    | NZ Primer                                     |                                    |                                    |                                    |                                    | 2.430                              | 15,03                              | +1,69                              |
|                                    | Mana Maori                                    |                                    |                                    |                                    |                                    | 464                                | 2,87                               | +0,06                              |
|                                    | Cànnabis                                      |                                    |                                    |                                    |                                    | 423                                | 2,62                               | -0,70                              |
|                                    | Unit Futur                                    |                                    |                                    |                                    |                                    | 411                                | 2,54                               | +2,54                              |
|                                    | ACT                                           |                                    |                                    |                                    |                                    | 223                                | 1,38                               | +0,53                              |
|                                    | Recreació                                     |                                    |                                    |                                    |                                    | 51                                 | 0,32                               | +0,32                              |
|                                    | Una NZ                                        |                                    |                                    |                                    |                                    | 4                                  | 0,02                               | -0,06                              |
|                                    | NMP                                           |                                    |                                    |                                    |                                    | 2                                  | 0,01                               | +0,00                              |
| Vots nuls                          | Vots nuls                                     | Vots nuls                          | Vots nuls                          | Vots nuls                          | Vots nuls                          | 122                                | 0,75                               | -0,77                              |
| Participació                       | Participació                                  | Participació                       | Participació                       | Participació                       | Participació                       | 16.688                             | 54,22                              | -12,53                             |
| Majoria                            | Majoria                                       | Majoria                            | Majoria                            | Majoria                            | Majoria                            | 9.444                              | 60,52                              | +15,35                             |
|                                    | Circumscripció defensada pel Partit Laborista |                                    |                                    |                                    |                                    |                                    |                                    |                                    |

### Dècada de 1990
| Eleccions de 1999: Hauraki | Eleccions de 1999: Hauraki                   | Eleccions de 1999: Hauraki | Eleccions de 1999: Hauraki | Eleccions de 1999: Hauraki | Eleccions de 1999: Hauraki | Eleccions de 1999: Hauraki | Eleccions de 1999: Hauraki | Eleccions de 1999: Hauraki |
| Partit                     | Partit                                       | Candidat                   | Vots per candidat          | %                          | ±%                         | Vots per partit            | %                          | ±%                         |
| -------------------------- | -------------------------------------------- | -------------------------- | -------------------------- | -------------------------- | -------------------------- | -------------------------- | -------------------------- | -------------------------- |
|                            | Laborista                                    | John Tamihere              | 9.532                      | 60,30                      |                            | 8.986                      | 56,07                      |                            |
|                            | NZ Primer                                    | Josie Anderson             | 2.294                      | 14,51                      |                            | 2.138                      | 13,34                      |                            |
|                            | Aliança                                      | Willie Jackson             | 1.479                      | 9,36                       |                            | 1.046                      | 6,53                       |                            |
|                            | Nacional                                     | George Kahi                | 668                        | 4,23                       |                            | 909                        | 5,67                       |                            |
|                            | Mauri Pacific                                | Amokura Panoho             | 471                        | 2,98                       |                            | 401                        | 2,27                       |                            |
|                            | Te Tawharau                                  | Tenuiarangi McLean         | 468                        | 2,96                       |                            |                            |                            |                            |
|                            | Mana Maori                                   | Gareth Seymour             | 395                        | 2,50                       |                            | 496                        | 2,81                       |                            |
|                            | Patrimoni Cristià                            | Tuhimareikura Vaha'akolo   | 271                        | 1,71                       |                            | 169                        | 0,96                       |                            |
|                            | Moviment per a la Llibertat                  | Kororia Aperahama          | 143                        | 0,90                       |                            | 51                         | 0,29                       |                            |
|                            | Llei Natural                                 | Selwyn Austin              | 87                         | 0,55                       |                            | 10                         | 0,06                       |                            |
|                            | Verd                                         |                            |                            |                            |                            | 968                        | 6,04                       |                            |
|                            | Cànnabis                                     |                            |                            |                            |                            | 532                        | 3,32                       |                            |
|                            | ACT                                          |                            |                            |                            |                            | 137                        | 0,85                       |                            |
|                            | Futur                                        |                            |                            |                            |                            | 82                         | 0,51                       |                            |
|                            | Animals Primer                               |                            |                            |                            |                            | 37                         | 0,23                       |                            |
|                            | Libertarianz                                 |                            |                            |                            |                            | 16                         | 0,10                       |                            |
|                            | Una NZ                                       |                            |                            |                            |                            | 13                         | 0,08                       |                            |
|                            | NZ Unit                                      |                            |                            |                            |                            | 12                         | 0,07                       |                            |
|                            | McGillicuddy                                 |                            |                            |                            |                            | 9                          | 0,06                       |                            |
|                            | Opció Popular                                |                            |                            |                            |                            | 6                          | 0,04                       |                            |
|                            | Republicà                                    |                            |                            |                            |                            | 5                          | 0,03                       |                            |
|                            | Illa del Sud                                 |                            |                            |                            |                            | 1                          | 0,01                       |                            |
|                            | NMP                                          |                            |                            |                            |                            | 1                          | 0,01                       |                            |
| Vots nuls                  | Vots nuls                                    | Vots nuls                  | Vots nuls                  | Vots nuls                  | Vots nuls                  | 244                        | 1,52                       |                            |
| Participació               | Participació                                 | Participació               | Participació               | Participació               | Participació               | 17.675                     | 66,76                      |                            |
| Majoria                    | Majoria                                      | Majoria                    | Majoria                    | Majoria                    | Majoria                    | 7.238                      | 45,17                      |                            |
|                            | Circumscripció guanyada pel Partit Laborista |                            |                            |                            |                            |                            |                            |                            |

## Circumscripcions properes
|  |  |  |
|  |  |  |
|  |  |  |